# Eficiencia de Pareto
La eficiencia de Pareto, también conocido como óptimo de Pareto u optimalidad de Pareto, es un concepto de la economía que tiene aplicaciones en ingeniería y diferentes ciencias sociales. El término recibe su nombre a partir del economista italiano Vilfredo Pareto, quien utilizó este concepto en sus estudios sobre eficiencia económica y distribución de la renta.[cita requerida]
Dada una asignación inicial de bienes entre un conjunto de individuos, un cambio hacia una nueva asignación que al menos mejora la situación de un individuo sin hacer que empeore la situación de los demás se denomina mejora de Pareto. Una asignación se define como "pareto-eficiente" o "pareto-óptima" cuando no pueden lograrse nuevas mejoras de Pareto.
La eficiencia de Pareto es una noción mínima de la eficiencia y no necesariamente da por resultado una distribución socialmente deseable de los recursos. No se pronuncia sobre la igualdad, o sobre el bienestar del conjunto de la sociedad.

## Uso y consideraciones técnicas
La definición técnica podría ser la siguiente: sea P un problema de optimización multiobjetivo. Se dice entonces que una solución {\displaystyle S_{1}} es pareto-óptima cuando no existe otra solución {\displaystyle S_{2}} tal que mejore en un objetivo sin empeorar al menos uno de los otros.
Es importante mantener presente que el concepto no se refiere, en economía, a la eficiencia de producción o incluso a la distribución (intercambio y consumo) de los bienes en general o riqueza en una sociedad sino a una descripción de un "desideratum" general que sugiere es conveniente que no haya derroche o beneficios no distribuidos. Se ha alegado que en términos económicos más generales, "eficiencia" incluye o debe incluir aspectos tanto de eficiencia productiva como distributiva.  (ver eficiencia asignativa)
Se ha alegado que el concepto de eficiencia de Pareto es minimalista. No implica ni resulta necesariamente en una distribución de recursos socialmente deseable ni se refiere a igualdad o a un estado general de bienestar social. Solo implica una situación que no se puede modificar sin perjudicar por lo menos a un individuo. Adicionalmente, no implica que si algo genera o produce provecho, comodidad, fruto o interés sin perjudicar a otro, provocará un proceso natural de optimización hasta alcanzar el punto óptimo.
Consecuentemente se ha dicho que el criterio plantea una disyuntiva entre eficiencia y equidad, ya que si bien resuelve el óptimo individual no resuelve el problema del óptimo social donde no solo es relevante la asignación de los recursos, sino también la distribución de la renta. Adicionalmente presenta una dificultad práctica ya que cualquier cambio político-económico sería inviable si cualquier miembro de la sociedad se sintiera perjudicado.
Adicionalmente Amartya Sen señala que puede haber muchas situaciones que son eficientes en término de Pareto sin que todas sean igualmente deseables o aceptables desde el punto de vista de la sociedad (o sus miembros).
Aún más, puede haber situaciones que no son óptimas de acuerdo con Pareto pero que sin embargo son preferibles desde el punto de vista general. Por ejemplo, esa situación hipotética en la cual el 1 % de la población poseyera el 99% de la riqueza general y el 99% restante de la población poseyera el 1 % de la riqueza, medidas redistributivas podrían ser vistas en general no solo como equitables, sino que podrían tener un efecto positivo en la economía general, en la medida que un aumento en la demanda puede incrementar la producción. Un argumento en ese sentido es avanzado por Davis (véase también keynesianismo).
Como consecuencia de lo anterior se ha propuesto el concepto de "Óptimo social" o "Mejor Óptimo de Pareto", que, se supone, sintetiza las preferencias de la sociedad a través de una Función del bienestar social, incorporando consideraciones éticas. Sin embargo, se ha aducido que no es claro cual sería el método para determinar tal "preferencia social". Consecuentemente Kenneth Arrow plantea dudas sobre la viabilidad del proyecto. Por otra parte Sen argumenta que las preferencias individuales son similares en un cierto sentido: hay una preferencia por el crecimiento económico, uso efectivo de recursos, distribución equitativa de los productos y otros beneficios, etc.
Sen propone una formulación para solucionar de manera consistente la imposibilidad planteada por Arrow; es decir, sugiere un camino coherente y satisfactorio para deducir las preferencias de la sociedad a través de las preferencias individuales; esto le permite encontrar el estado social resultante de las elecciones colectivas, específicamente, le permite ordenar y evaluar estados sociales a partir de la construcción de indicadores de bienestar, los cuales requieren necesariamente de comparaciones interpersonales para estudiar las consecuencias distributivas (pobreza, desigualdad, etc.) de determinados tipos de sociedad.
Otra alternativa es la propuesta de Abba Lerner, quien sugirió utilizar eficiencia distributiva  — la cual se mide en relación con la eficiencia con la cual aquellos que necesitan los bienes y servicios los reciben Lerner argumenta que a la mayor eficiencia de distribución, el mayor bienestar general. Pero esa mejor distribución de bienes y servicios implica a su vez una mejor distribución de los medios de acceso a tales bienes y servicios en la sociedad, o, más formalmente: “asumiendo que una cantidad fija de ingreso, una función social de bienestar cóncava, funciones individuales de bienestar también de tipo cóncavo, y que estas se distribuyen en forma equiprobabilistica entre los miembros de la sociedad, la maximización de la esperanza matemática del bienestar de la sociedad se alcanza sólo cuando el ingreso se distribuye de manera igualitaria. (Una demostración de este teorema se encuentra en Sen, A.K. Sobre la desigualdad económica. Editorial Crítica. (1979).” (véase también Discusión en teoremas fundamentales de la economía del bienestar )
Bajo ciertas condiciones idealizadas se puede mostrar que un sistema de mercado libre lleva a resultados que son eficientes de acuerdo con Pareto. (ver el primero de los teoremas fundamentales de la economía del bienestar). Sin embargo ese resultado no refleja realmente una situación económica real, dado que las condiciones que asume son demasiado restrictivas. El teorema asume que hay mercados -perfectamente competitivos y en equilibrio- para todos los bienes posibles, que los costos de transacciones son despreciables, que no hay externalidades y los participantes poseen información perfecta. Se ha demostrado (Teorema de Greenwald-Stiglitz) que en la ausencia de tales condiciones, los resultados son ineficientes de acuerdo con Pareto.

## Aspectos formales
La formalización de la propuesta de Pareto ha permitido que tenga aplicación en las áreas de investigación operativa y teoría de juegos. Sus aplicaciones son múltiples en toma de decisiones, en entornos de optimización con objetivos múltiples y, en general, análisis de coste-beneficio.

Ejemplo de Frontera de Pareto. Los cuadrados representan posibles soluciones o decisiones (valores menores son preferidos) La opción o solución C no está en la Frontera de Pareto dado que es preferido (dominado) por A y B, Esos a su vez no son dominados por ningún otro, consecuentemente están en la frontera.

Desde este punto de vista, el concepto se utiliza a fin de analizar las posibles opciones óptimas de un individuo dada una variedad de objetivos o deseos y uno o varios criterios de evaluación. Dado un “universo” de alternativas se busca determinar el conjunto que son eficientes de acuerdo con Pareto (es decir, aquellas alternativas que satisfacen la condición de no poder satisfacer mejor uno de esos deseos u objetivos sin empeorar algún otro). Ese conjunto de alternativas óptimas establece un “conjunto de Pareto” o la “Frontera de Pareto”. El estudio de las soluciones en la frontera permite a los diseñadores analizar las posibles alternativas dentro de los parámetros establecidos, sin tener que analizar la totalidad de posibles soluciones. 

### Ejemplos
Para ilustrar claramente su fundamento, proponemos el siguiente ejemplo:
En el mercado automovilístico disponemos de múltiples vehículos para adquirir. Cada vehículo dispone de ciertas características técnicas y de un precio, este último normalmente relacionado con su calidad, aunque no siempre es así. Ante una persona que va a comprar un coche, caben en principio dos posibilidades:
1. Que la persona tenga dinero de sobra, es decir, que desee adquirir el vehículo de mayor calidad -definido de acuerdo con cualquier criterio- sin tener en cuenta el precio. En este caso estaríamos ante un problema mono-objetivo, es decir, el objetivo único es encontrar el vehículo de más prestaciones, por ejemplo un automóvil deportivo o uno de lujo.
2. Que la persona tenga un presupuesto ajustado. En este caso, aparte de las prestaciones también considerará el precio. Estamos ante un problema multi-objetivo (en este caso con 2 objetivos). Ante esta situación cabe una pregunta. ¿Cuál es el mejor vehículo para comprar?. La respuesta es que no hay un solo vehículo que se considere el mejor. Un deportivo será el que dará mejores prestaciones, pero será también el más caro (el mejor en el objetivo prestaciones y el peor en el objetivo precio). Un vehículo poco potente puede ser el que menos prestaciones ofrezca, pero el que mejor precio tenga (el peor en el objetivo prestaciones y el mejor en el objetivo precio). Así pues no podemos decir que uno sea mejor que el otro. (la frontera llega a ser una Curva de indiferencia).

En esa situación vale considerar criterios adicionales: en adición a un posible deseo principal de coste adecuado y transporte personal (por ejemplo proveer transporte conveniente al trabajo), desea la persona transportar, por lo menos ocasionalmente, otros en el coche? (por ejemplo, su familia). Será la función del coche, en adición a satisfacer el deseo de velocidad o comodidad, demostrar su éxito profesional? O es simplemente ir al trabajo -en cuyo caso un coche económico, fácil de aparcar y con pocos costes adicionales, podría ser más adecuado, etc. 
El examen de esas posibles opciones, dentro de la frontera o conjunto establecido por aquellas soluciones que son coches, a diferencia de motocicletas o helicópteros, etc., y tienen precios aceptables para la persona permiten establecer las ventajas y desventajas que esos coches particulares poseen desde el punto de vista de esos criterios adicionales. Es decir, permiten establecer cual es el coche que maximiza la obtención de beneficios para esa persona. 
Así pues se dice que un coche, {\displaystyle Coche_{1}} es una solución pareto-óptima cuando no existe otro coche, {\displaystyle Coche_{2}}, tal que tenga un mejor precio que {\displaystyle Coche_{1}} y además ofrezca mayores prestaciones.
Es por eso por lo que interesa disponer, no de una solución, sino de varias, para que a la hora de tomar decisiones estas contemplen todas las soluciones pareto-óptimas posibles.

### Formalización
A continuación se definen los conceptos de dominio y optimización de Pareto, aplicados a un problema de minimización; la extensión al caso de un problema de maximización es trivial.
Dominancia de Pareto: Dado un vector {\displaystyle \mathbf {u} =(u_{1},\cdots ,u_{k})}, se dice que domina a otro vector  {\displaystyle \mathbf {v} =(v_{1},\cdots ,v_{k})}  si y sólo si:
Optimalidad de Pareto: Una solución  {\displaystyle \mathbf {x^{*}} } se dice que es Pareto-óptima si y sólo si no existe otro vector  {\displaystyle \mathbf {x} }  tal que  {\displaystyle \mathbf {v} =f(\mathbf {x} )=(v_{1},....,v_{k})}  domine a  {\displaystyle \mathbf {u} =f(\mathbf {x^{*}} )=(u_{1},....,u_{k})}.
En otras palabras, la definición anterior dice que el punto {\displaystyle \mathbf {x^{*}} } es un óptimo de Pareto si no existe un vector {\displaystyle \mathbf {x} } que haga mejorar alguno de los objetivos —respecto a los valores obtenidos para {\displaystyle \mathbf {x^{*}} }— sin que empeore de forma simultánea alguno de los otros. En general, la solución en el sentido de Pareto al problema de optimización multiobjetivo no será única: la solución estará formada por el conjunto de todos los vectores no dominados, a los que se conoce con el nombre de conjunto de no dominados o frente de Pareto.

En la figura 1 se representa, con trazo grueso, el frente de Pareto de una función con 2 objetivos. El área coloreada T representa la imagen de dicha función objetivo. Se puede observar que no existe ningún punto perteneciente a T que mejore en el sentido de Pareto, a algún punto del Frente: eligiendo un punto de T de forma arbitraria, por ejemplo {\displaystyle p_{3}}, se puede trazar la vertical hasta obtener el punto de corte con el Frente de Pareto, en este caso {\displaystyle p_{1}}; dicho punto de corte siempre tendrá el mismo valor de {\displaystyle f_{1}} y un valor mejor de {\displaystyle f_{2}} . También se puede observar que para 2 puntos cualesquiera del Frente de Pareto, nunca habrá uno que mejore de forma simultánea los dos objetivos respecto al otro punto. Cogiendo por ejemplo los puntos {\displaystyle p_{1}} y {\displaystyle p_{2}}, se observa que para {\displaystyle p_{1}} mejora {\displaystyle f_{2}}, pero a costa de empeorar {\displaystyle f_{1}} (se está considerando un caso de minimización).
En análisis económico se denomina óptimo de Pareto a aquel punto de equilibrio en el que ninguno de los agentes afectados podrá mejorar su situación sin reducir el bienestar de cualquiera de los otros agentes. Por tanto, mientras que uno de los individuos incluidos en el sistema de distribución, producción o consumo pueda mejorar su situación sin perjudicar a otro nos encontraremos en situaciones no óptimas en el sentido paretiano.
El óptimo paretiano no es sensible a los desequilibrios e injusticias en la asignación de recursos, factores, bienes y servicios, o en la propiedad de estos, ya que una situación en la que se distribuyan 10 unidades de un bien para su consumo entre dos individuos permite obtener 10 óptimos distintos de Pareto con independencia de la justicia de tal asignación. Serían óptimos de Pareto tanto una distribución del tipo 10 a 0, como otra del tipo 5 a 5, ya que una vez asignados en ambos casos, para mejorar la situación de un individuo irremediablemente se empeoraría la situación del otro al tener que ceder una de las unidades del bien o servicio (aunque el primero parta de 0 y el último de 10).